# Зальца, Николай Антонович
Николай Антонович Зальца (1798—1862) — барон, российский генерал-лейтенант, командир лейб-гвардии Литовского полка, комендант Санкт-Петербургской крепости.
Родился 27 октября 1798 года, происходил из эстляндских дворян, пожалованных шведским королём в баронское достоинство.
22 марта 1817 года произведён в первый офицерский чин, служил в 14-й артиллерийской бригаде, откуда 17 апреля 1819 года переведён в лейб-гвардии Павловский полк.
В 1831 году принимал участие в походе против восставших поляков, за боевые отличия был награждён орденом Св. Владимира 4-й степени с бантом.
25 октября 1838 года в полковники. За время службы в Павловском полку Зальца снискал себе репутацию «человека в высшей степени симпатичного и умного» . 6 декабря 1847 года получил чин генерал-майора с зачислением по гвардейскому корпусу.
С 6 декабря 1849 года барон Зальца командовал лейб-гвардии Литовским полком и 5-й гвардейской пехотной бригадой. За время командования полком он ввёл дополнительные выплаты семейным нижним чинам, за свой счет нанял повивальную бабку. Но при этом некоторые его полковые приказы отличались большой оригинальностью и жестокостью. А. Маркграфский свидетельствует: «Два рядовых, в бытность в отпуску, женились без разрешения начальства; приказом по полку предписывалось: „Наказать виновных розгами по 75 ударов; но рядовых сих по формулярным их спискам показывать женатыми“». Но в целом Маркграфский положительно оценивает Зальцу: «В Литовском полку о бароне Зальце осталось воспоминание, как о человеке образованном, вежливом и мягком, заботливом начальнике, радушном и гостеприимном хозяине».
С 4 мая 1855 года командовал 1-й гвардейской пехотной дивизией и далее занимал должность второго Санкт-Петербургского коменданта. 26 августа 1856 года произведён в генерал-лейтенанты. С 1856 года — комендант Санкт-Петербургской крепости.
Скончался 11 июня 1862 года в Санкт-Петербурге, из списков исключён 21 июня. Похоронен в Санкт-Петербурге на Смоленском лютеранском кладбище.

## Награды
Среди прочих наград Зальца имел следующие:
- Польский знак отличия за военное достоинство (Virtuti militari) 4-й степени (1831 год)
- Орден Святого Владимира 4-й степени с бантом (1831 год)
- Орден Святого Станислава 2-й степени (1837 год, императорская корона к этому ордену пожалована в 1841 году)
- Орден Святого Георгия IV класса (11 декабря 1840 года, за беспорочную выслугу 25 лет в офицерских чинах, № 6220 по кавалерскому списку Степанова—Григоровича)
- Орден Святой Анны 2-й степени (1843 год, императорская корона к этому ордену пожалована в 1845 году)
- Орден Святого Владимира 3-й степени (1849 год)
- Орден Святого Станислава 1-й степени (1852 год)
- Орден Святой Анны 1-й степени (1855 год, императорская корона к этому ордену пожалована в 1859 году)